# Underhållningsprogram
Underhållningsprogram kallas radio- och TV-program som innehåller olika typer av underhållning. Typen av underhållning varierar med tid, men några vanligt förekommande genrer är dramaserier, tävlingar, frågesporter, lekprogram, musikprogram och pratshower. Oftast sänds de under fredags- och lördagskvällarna.